# Рогірими

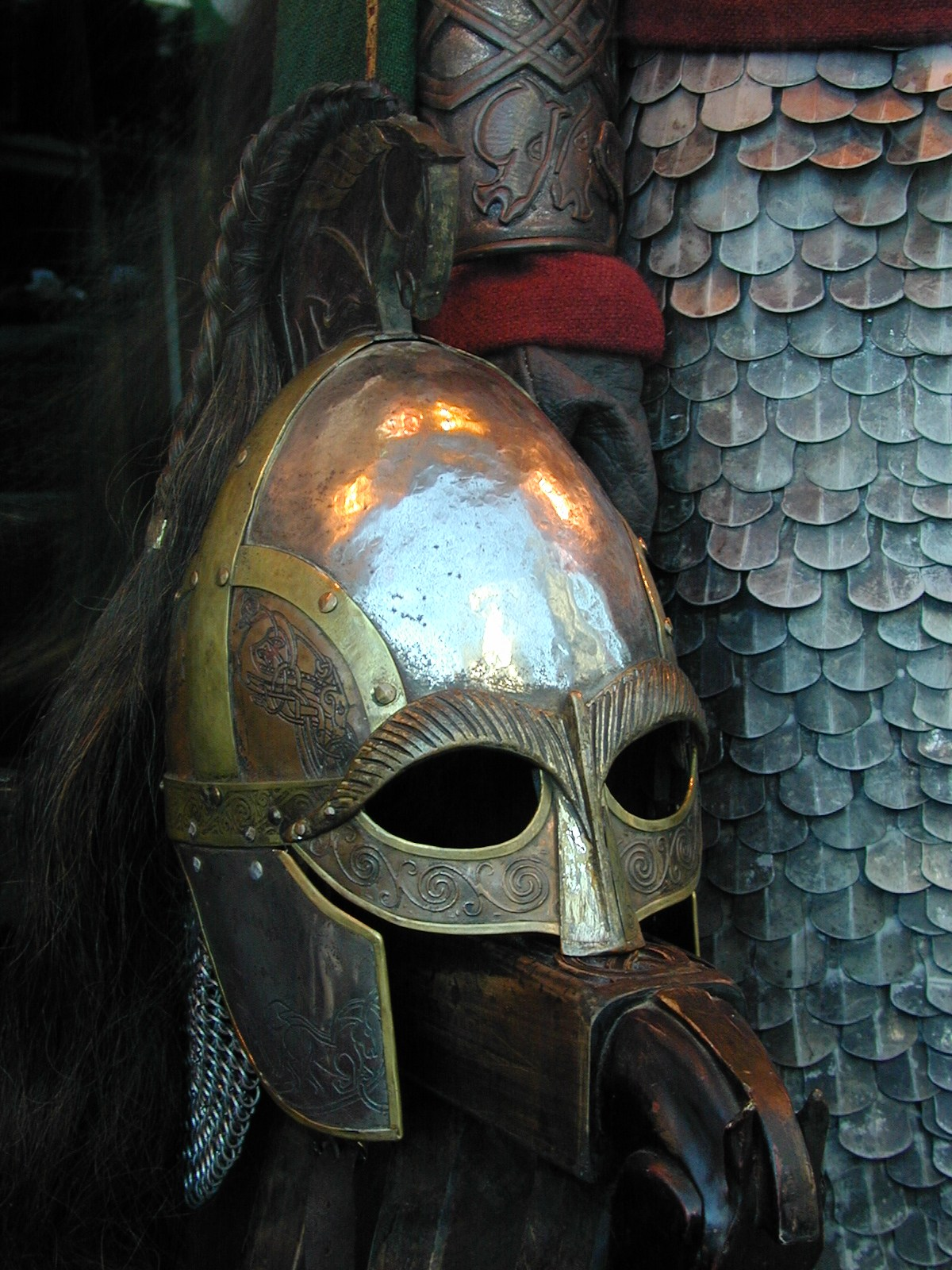

Рогірими (синд. Rohhirim — «повелителі коней», також у деяких перекладах мустангрімці та ристанійці) — у романі Дж. Р. Р. Толкіна «Володар перснів» народ людей-конярів, що населяв королівство Роган, розташоване на північ від Гондору. Рогірими були одвічними союзниками гондорців.
Рогірими з'явились у Толкіна в ранніх начерках 1939 р. як союзники Гондору під назвою «повелителі коней Рогану», а кінцевої форми оповідь про них набула у 1942 р. з написанням третини «Володаря перснів».

## Опис
Люди Рогану описуються як високі, гарні, світлошкірі і в більшості зеленоокі з волоссям пшеничного кольору. Майже всі чоловіки носили бороди. За характером суворі, запальні, до ворогів безжальні, але з почуттям справедливості.
На війні б'ються на конях, вправні лучники, також можуть битись спішеними.
Підтримували контакти з ельфами, знають про Еру, але так само як і дунадани не поклоняються йому і храмів не будують. З Валар обожнюють Ороме мисливця, котрого звуть Бемою.

## Мова
Мова рогіримів — рогірік — походить від мови аданів Таліска і тому споріднена з мовою нуменорців Адунаїк, що є предком мови Вестрон, якою говорили більшість народів Середзем'я. Крім власної мови, більшість рогіримів знали Весторн і спілкувались на ньому з чужинцями.
У романі Дж. Р. Р. Толкін передав лише декілька слів цієї мови, котрі він у вжитку переклав давньоанглійською:
- trahan — «нори»;
- kûd-dûkan — «мешканець нір» (давньоангл. hol-bitla);
- lô- (loh-) — префікс, що означає «кінь» (давньоангл. éo- (eoh-));
- Lontûr — «народ коней», самоназва рогіримів;
- Lograd — назва країни (давньоангл. Éo-mare);
- tûras — «король» (корінь цього слова ймовірно запозичений із синдарину);
- róg — «дикун»;
- rógin — «дикуни».

## Походження
Рогірими ведуть своє походження від народу Гадора Золотоволосого, що належав до Трьох Народів Аданів Першої Епохи. Після Війни Гніву, коли більша частина Аданів відпливла на острів Нуменор, предки рогіримів, беорнінгів, народів людей Морок-лісу, есгаротців та дейлівців залишились у Середзем'ї, оселившись у північній області Рованіон. У ХІІІ столітті Третьої Епохи народи півночі, що мешкали між Морок-лісом та річкою Келдуїн (Бистриця), об'єдналися у королівство Рованіон, найславетнішим з володарів якого був король Відугавія, що став  тестемем  короля Гондору Валакара і дідом Ельдакара.
У 1856 р. Третьої Епохи за наказом Саурона на Рованіон та Гондор напали племена візників. Королівство Рованіон пало під їх ударами, більшість населення його було знищене або потрапило у рабство.   Частина людей півночі на чолі з нащадком Відугавії Мархвіні відійшла в долину Андуїну і допомогла гондорцям завдати удару по візниках у Дагорладі у 1899 р. Т. Е. Підбурювані Мархвіні раби візників підняли повстання, однак більшість їх загинула від рук жінок та підлітків кочовиків, що також вміли вправно володіти зброєю. Тому народ півночі не став повертатись у свої землі, захоплені візниками. У 1979 р. Т. Е. народ півночі на чолі з нащадком Мархвіні Фрумгаром відійшов у верхів'я Андуїну, звідки вибили залишки ангмарців і заснували там королівство Еотеод зі столицею в місті Фрамбург, збудованованому  сином Фрумгара, Фрамом. Фрам переміг дракона Ската з Еред Метрін (Сірі гори). Драконові скарби, захоплені Фрамом, стали причиною сварки з гномами, що колись були пограбовані драконом. Фрам не віддав їм нічого, відіславши намисто з драконових зубів зі словами: «Нема у ваших скарбницях таких каменів і не буде, бо вони нелегко дістаються». У відповідь гноми вбили Фрама, і дружби між гномами й еотеодами ні в який час не було.
Король еотеодів Леод приборкував коней і одного разу піймав білого жеребця, що швидко виріс у прекрасного гордого коня. Кінь не змирився з неволею і нікого не підпускав до себе. Коли Леод все-таки осідлав його, кінь відніс його геть, довго скакав по степу і врешті скинув його так, що король розбив голову об каміння й помер.
Син Леода Еорл вирішив відомстити за батька і довго полював на коня і врешті вистежив його. Потім Еорл піймав його і сів на нього, нарікши Фелароф. Король їздив на коні без сідла і вуздечки. Фелароф розумів людську мову і підкорявся тільки Еорлу. Він належав до меарас, найблагородніших і найшвидших коней Середзем'я; рогірими вірили, що Бема привів предків меарас із Валінору.
У 2510 р. Т. Е. гірські орки з Гітаеглір (Імлисті гори) та кочовики зі Сходу балкоти напали на Гондор і повністю розорили малонаселений край Каленардон. Намісник Гондору Кіріон послав гінців на північ за допомогою і на заклик відгукнувся Еорл, котрий на чолі війська еотеодів розгромив кочовиків та орків. Так було врятовано від розгрому військо намісника Кіріона, що опинилось в оточенні ворогів на полях Келебранта. В нагороду правитель Гондору віддав Еорлу у володіння спорожнілий Каленардон, який відтоді отримав назву королівство Роган (у перекладі з синдарину «земля володарів коней»), а народ, що його населив — рогірими, хоча самі вони називали себе еорлінги.

## Участь у Війні Персня
Спочатку рогірими намагались дотримуватися нейтралітету в протистоянні Гондору та Мордору, однак обставини склались так, що Саурон напав на Роган руками Сарумана. До столиці Рогану Едораса прибув Гендальф Білий і умовив короля Теодена виступити на боці Заходу. У битві при Гельмовому яру війська Рогану розбили орди урук-хаїв Сарумана та під'юджених ним дунландців. Після розгрому Саруманових орд та зруйнування ентами Ізенгарда рогірими на чолі з королем Теоденом та його племінником Маршалом Еомером  вирушили на допомогу обложеному військами Мордору місту Мінас-Тіріт. У битві на полях Пеленора король Теоден загинув від руки предводителя назгулів, проте сам Король-Чаклун був уражений племінницею короля Еовін та королівським зброєносцем Меріадоком Брендібаком.
Після падіння Саурона та перемоги у Війні Персня союз Гондору і Рогану зміцнів. Новий король Рогану Еомер одружився з дочкою князя Дол-Амроту Імрагіля Лотіріель, а його сестра Еовін вийшла заміж за князя Ітіліену Фарамира.